# Князівство Верле

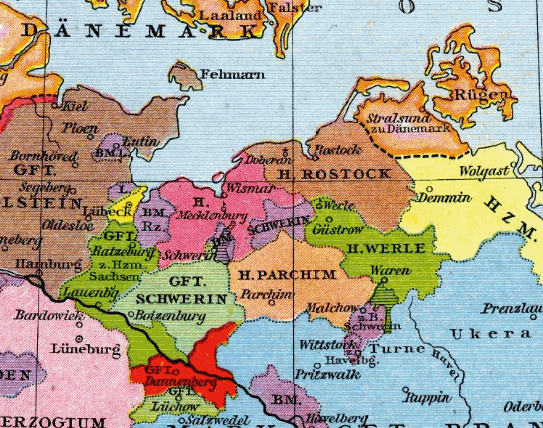
Наслідки першого поділу Мекленбурга

Князівство Верле було створено після першого поділу Мекленбурга після смерті Генріха Борвіна II між 1229 і 1235 роками.

## Території
Князівство Верле лежало в районі навколо Гюстрова в теперішній Мекленбург-Передня Померанія і простягалося на схід до озера Мюриц. Його назвали на честь тодішнього головного замку Верле поблизу Гюстрова. Воно було розташоване поблизу Верле, нинішнього району Кассова, і ледь помітне та позначене каменем.
Князівство кілька разів розпадалося на різні дрібні князівства. Верле-Гюстров і Верле-Пархім були створені у 1282 році. Обидва були об'єднані близько 1292 року Нікоалусом II. Верле-Гюстров і Верле-Гольдберг (Пархім) були створені в 1316 році. У 1337 році від першої лінії відокремився Верле-Варен. Після смерті останнього правителя 7 вересня 1436 року володіння повернулося до Мекленбурзької династії.

## Княжий рід Верле

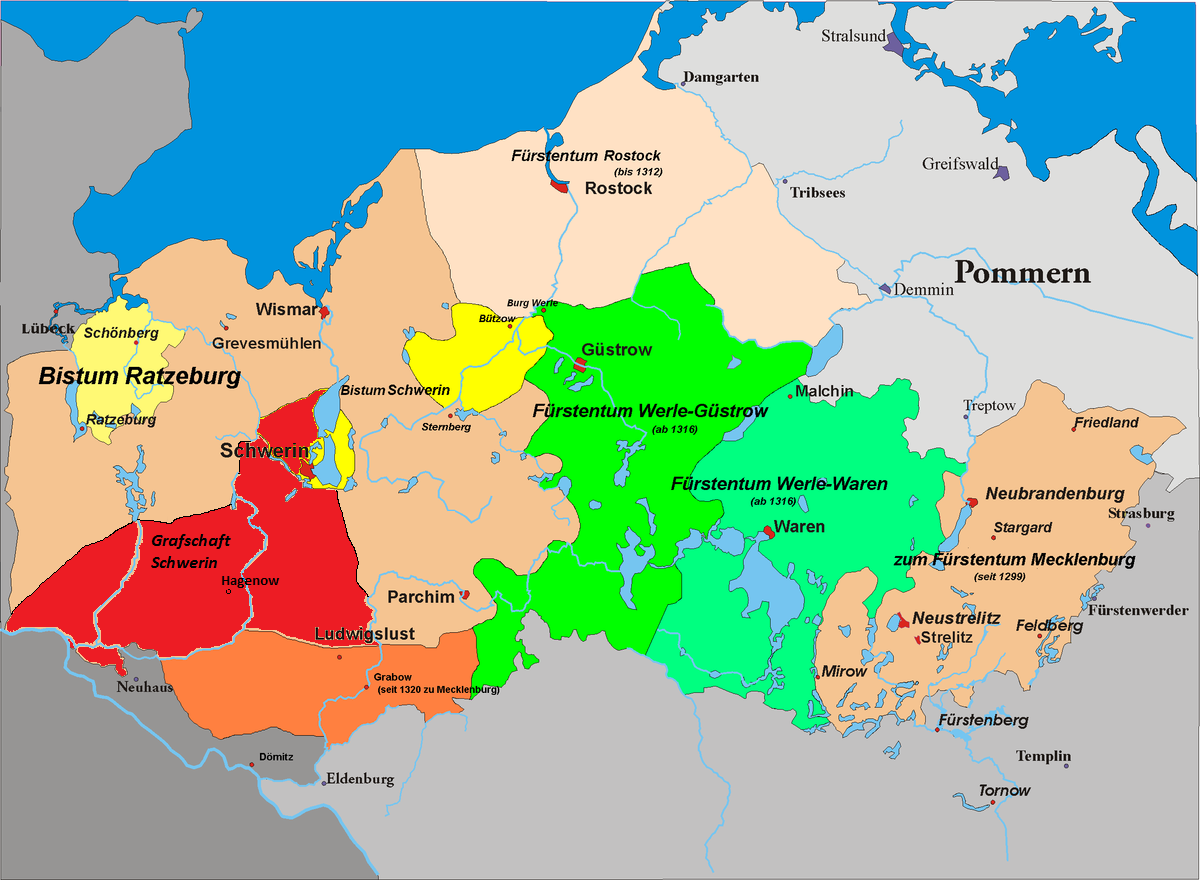
Пізніший Мекленбург близько 1300 року

Родоначальником дому і першим володарем Верле був Ніколаус I. У 1277 році князівство було розділене між його синами (Верле-Гюстров і Верле-Пархім). Ніколаус II домігся об'єднання князівства у 1292 році. Його смерть у 1316 році призвела до подальшого поділу земель. У той час як його син Йоганн III фон Верле-Гольдберг правив Верле-Гольдберзьким володінням, його брат Йоганн II отримав Верле-Гюстровське володіння. У 1337 році від лінії Верле-Гюстров відокремилася лінія Варен. Після смерті Йоганна IV, володаря Гольдберга, у 1374 році лінії Гюстрова та Гольдберга об'єдналися під владою Бернгарда II.
Останнім володарем Верле був Вільгельм. Він остаточно об'єднав усі землі Верле у своїх руках і з 1426 року іменував себе князем Венденським, володарем Гюстрова, Варена і Верле. Після його смерті у 1436 році князівський дім Верле припинив своє існування по чоловічій лінії спадкоємства.
Відтоді і до кінця монархії всі мекленбурзькі правителі носили титул принца Венденського. Герб Верле На золотому тлі похила бичача голова зі срібними рогами та золотою короною з лілій, але із закритою мордою, займала поле в останньому семичастинному гербі держави Мекленбург.

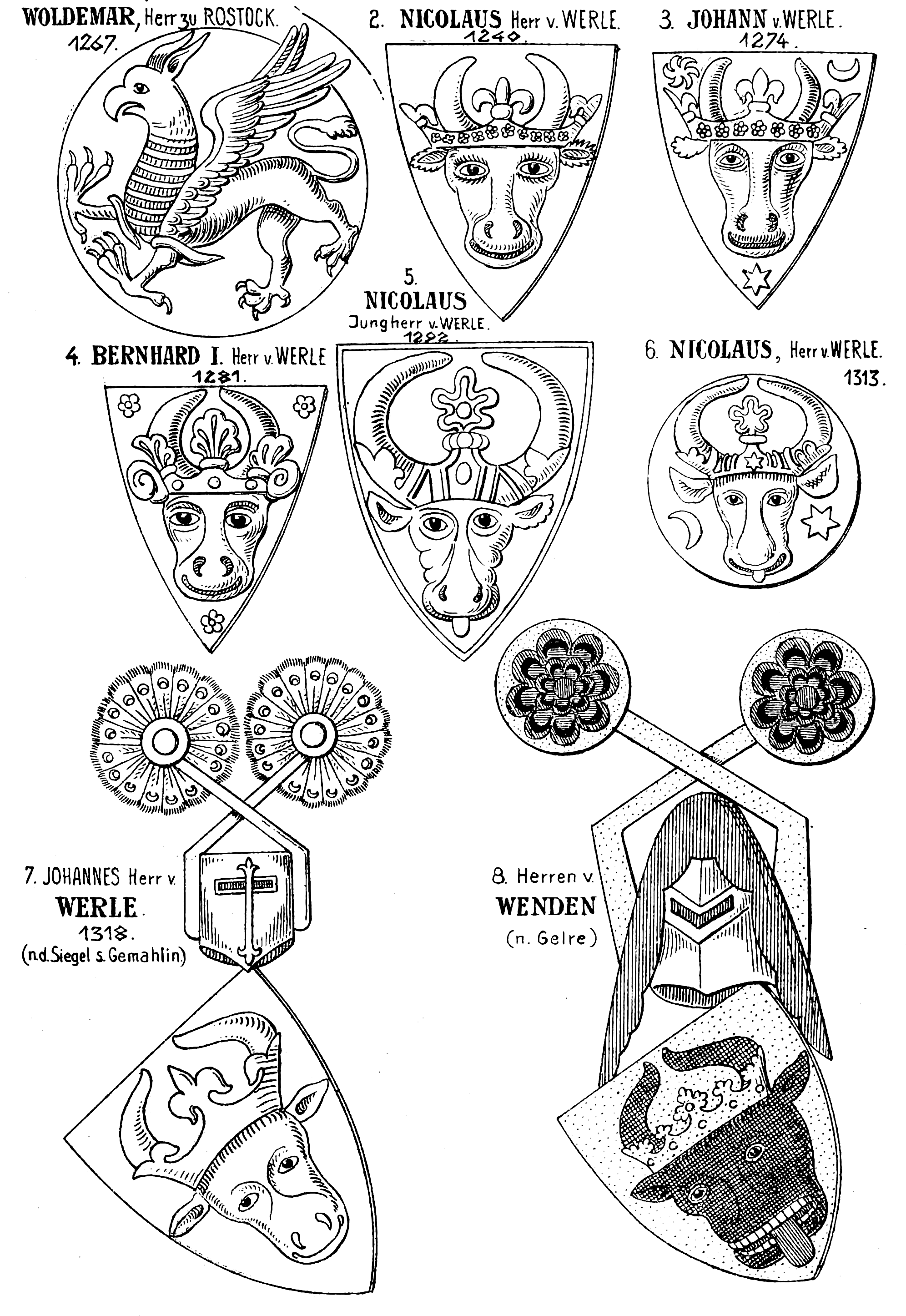
Печатка і герб герцогства Верле

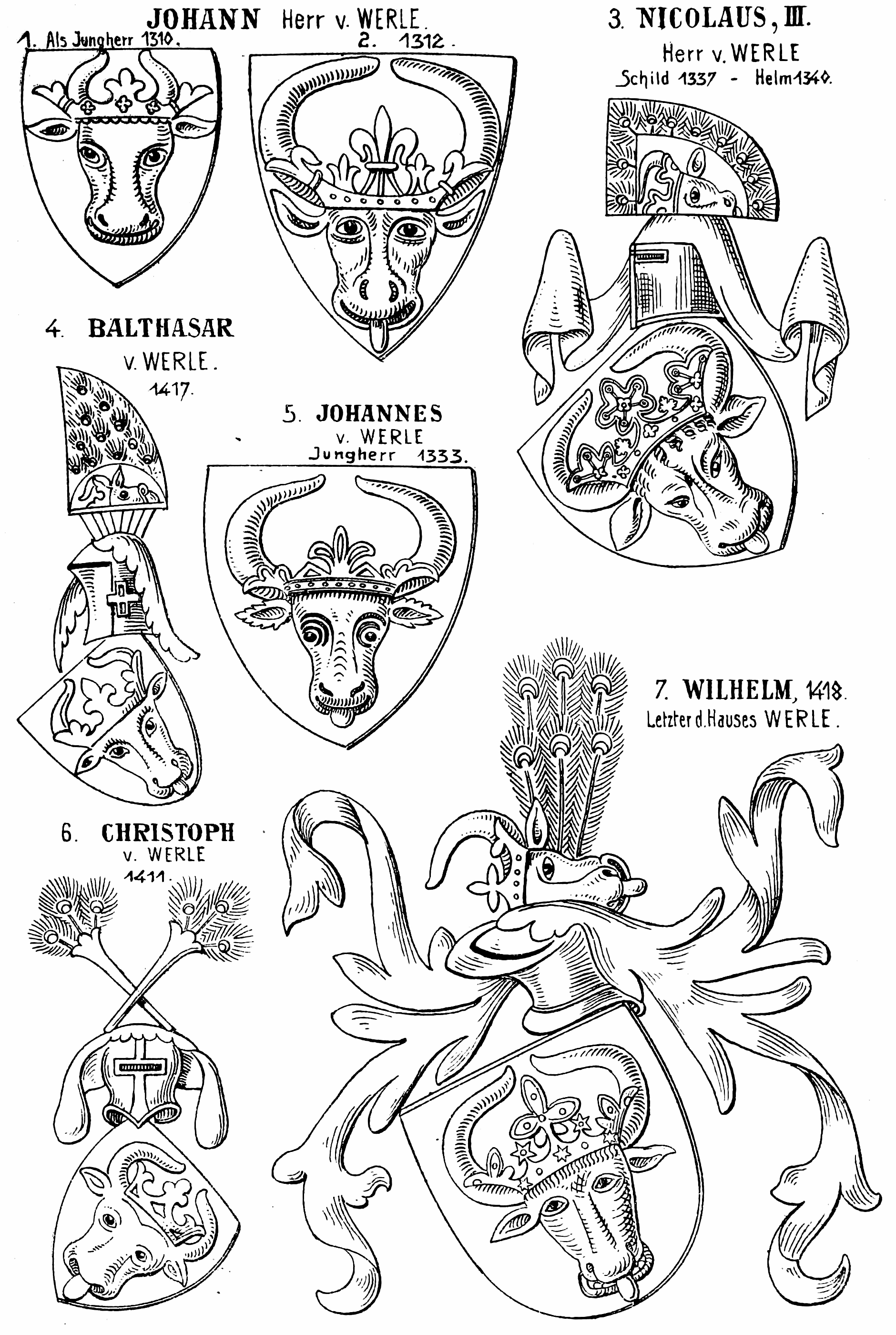
Печатка і герб герцогства Верле

## Правителі
- Ніколаус I, лорд Верле (1227—1277) [син Генріха Борвіна II]
- Генріх I, лорд Верле-Гюстров (1277—1291) [син Ніколауса I]
  - Рікса фон Верле († 1317)
- Йоганн I, лорд Верле-Пархіма (1277—1283) [син Ніколауса I]
- Бернгард I, лорд Верле, † 1286 [син Ніколауса I]
- Генріх II, лорд Верле в Пенцліні, (1291—1307) [син Генріха I]
- Ніколаус II, лорд Верле (1283—1316) [син Йоганна I]
- Йоганн II, лорд Верле-Гюстров (1316—1337) [син Йоганна I]
- Ніколаус III, лорд Верле-Голдберга (1316—1350), † 1352 [син Миколи II.]
- Ніколаус III, лорд Верле-Гюстров (1337—1360) [син Йоганна  II]
- Бернгард II, лорд Верле-Варен (1337—1382) [син Йоганна II]
- Ніколаус IV, лорд Верле-Голдберга (1350—1354) [син Йоганна III]
- Лоренц, лорд Верле-Гюстров (1360—1393) [син Ніколауса III]
- Йоганн V, лорд Верле-Гюстров (1360—1377) [син Ніколауса III]
- Ніколаус VI, лорд Верле-Варен (1382—1385/95) [син Бернхарда II]
- Йоганн IV, лорд Верле-Гольдберг (1354—1374) [син Ніколауса IV]
- Бальтазар, лорд Верле-Гюстрова (1393—1421) [син Лоренца]
- Йоганн VII, лорд Верле-Гюстрова (1393—1414) [син Лоренца]
- Вільгельм, лорд Верле-Гюстрова, принц Венденський (1393—1436) [син Лоренца]
- Ніколаус V, лорд Верле-Варен (1385/95–1408) [син Йоганна VI]
- Крістоф, лорд Верле-Варен, принц Венденський (1385/95–1425) [син Йоганна VI]